# I-14 (sous-marin)
Le I-14 (イ-14) est un croiseur sous-marin japonais de Type Junsen A Mod.2 (classe I-13) (巡潜甲型改二（伊十三型), Junsen Kō-gata Kai-2 (I-13-gata)), ou simplement du Type A Mod.2, construit durant la Seconde Guerre mondiale pour la Marine impériale japonaise.

## Construction
Construit par Kawasaki Shipbuilding Corporation à Kobe au Japon, le I-14 a été mis sur cale le 18 mai 1943 sous le nom de Sous-marin n°5091. Il a été lancé le 14 mars 1944 et est renommé I-14. Il a été achevé et mis en service le 14 mars 1945 et rattaché au district naval de Yokosuka. Le Capitaine Shimizu Tsuruzo est le commandant du sous-marin.

## Description
Les sous-marins de type A Mod.2 étaient une variante du type A, lui-même dérivé de la précédente classe J3 avec un rayon d'action supérieur, une meilleure installation des appareils. Les installations de commandement ont été remplacées par un hangar à avions agrandi, équipé d'une paire d'hydravions bombardiers Aichi M6A1  Seiran.Il déplaçait 2 662 tonnes en surface et 4 838 tonnes en immersion. Le sous-marin mesurait 113,7 mètres de long, avait une largeur de 11,7 mètres et un tirant d'eau de 5,89 mètres. Ils possédait une profondeur de plongée de 100 mètres.
Pour la navigation de surface, les sous-marins étaient propulsé par deux moteurs diesel de 2 350 chevaux (1 730 kW), chacun entraînant un arbre d'hélice. En immersion, chaque hélice était entraînée par un moteur électrique de 300 chevaux-vapeur (220 kW). Il pouvait atteindre 16,7 nœuds (31 km/h) en surface et 5,5 nœuds (10 km/h) sous l'eau. En surface, les A Mod.1 avaient une portée de 21 000 milles nautiques (38 900 km) à 16 nœuds (30 km/h); en immersion, il avait une portée de 60 milles nautiques (110 km) à 3 nœuds (5,6 km/h).
Les sous-marins étaient armés de 6 tubes torpilles de 53,3 cm à l'avant et transportaient un total de 12 torpilles type 95. Il était également armé d'un seul canon de pont de 140 mm/40 et de deux canons antiaériens jumeaux de 25 mm Type 96.
Contrairement à la classe J3, le hangar à avions est intégré à la tour de contrôle et fait face à l'avant; les positions du canon de pont et de la catapulte ont été échangées afin que l'avion puisse utiliser le mouvement avant du navire pour compléter la vitesse communiquée par la catapulte.

## Histoire de service
Pendant sa construction, il est prévu d'utiliser le I-14 pour lancer une frappe aérienne surprise contre les écluses Gatún du canal de Panama. Il est prévu d'affecter dix bombardiers Aichi M6A1  Seiran pour frapper les écluses avec six torpilles et quatre bombes. La destruction de ces écluses viderait le lac Gatún et bloquerait le passage des navires pendant des mois.
Le I-14 est mis en service le 14 mars 1944 et rattaché au district naval de Yokosuka. Il est assigné au 1re division de sous-marins de la 6e Flotte avec les sous-marins I-13, I-400 et I-401.
Cinq jours seulement après son entrée en service, le 19 mars 1945, il a survécu sans dommage à une attaque aérienne massive de l'avion de la Task Force 58 sur la base navale de Kure. Le 27 mai, il est équipé d'un nouveau modèle de snorkel, qui s'avérera providentiel peu de temps après.
En juin 1944, l'opération Arashi, une attaque sur la base américaine d'Ulithi, a été préparée. Dans le cadre d'une mission combinée de tous les sous-marins de classe Type A modifié et de classe I-400, les premiers transporteraient l'avion de reconnaissance à long rayon d'action Nakajima C6N1 démantelé jusqu'à Truk, d'où ils effectueraient l'observation nécessaire à l'attaque des Aichi M6A1 transportés par les géants type I-400.
Le I-14 a été attaqué sur son chemin vers Truk par des avions embarqués et des destroyers et a été contraint de rester immergé pendant 35 heures, vidant ses batteries et ses réserves d'air comprimé. Incapable de faire surface, le schnorkel a été déployé et les moteurs diesel activés, ce qui a permis de recharger les batteries et de faire fonctionner le navire normalement. Le 4 août, Truk a été atteint.
Le 15 août, l'ordre a été reçu de se rendre et de se diriger vers le Japon via Hong Kong par navigation de surface. Après s'être débarrassé de ses hydravions, des torpilles, des munitions et des documents, il a quitté la base de Truk le 18 août en battant le pavillon noir de la reddition, étant intercepté le 27 août par les destroyers USS Murray et USS Dashiell, à 365 km au nord-ouest de Tokyo à la position géographique de 37° 38′ N, 144° 52′ E, avec laquelle il a officialisé sa reddition, étant l'une des unités navales japonaises présentes dans la baie de Tokyo lors de la signature du Japan Surrender Act (Actes de capitulation du Japon) à bord du USS Missouri.
Il est transféré à Pearl Harbor le 6 janvier 1946, où il est analysé pendant plusieurs mois, jusqu'à ce que le 28 mai 1946, il soit coulé comme cible navale par le sous-marin USS Bugara à la position géographique de 21° 13′ N, 158° 08′ O. L'épave resterait inexplorée jusqu'au 15 février 2009, date à laquelle le National Oceanic and Atmospheric Administration (NOAA) et les submersibles Pisces IV et Pisces V du Laboratoire de recherche sous-marine d'Hawaï (Hawaii Undersea Research Laboratory) l'ont localisée à une profondeur de 800 mètres,.